# Wymondham
Wymondham este un oraș în comitatul Norfolk, regiunea East, Anglia. Orașul se află în districtul South Norfolk.